# Donald spielt Golf
Donald spielt Golf ist ein US-amerikanischer Zeichentrick-Kurzfilm aus dem Jahr 1938.

## Handlung
Donald Duck geht mit seinen Neffen Tick, Trick und Track, die ihn als Caddies unterstützen sollen, Golf spielen, als er von einem Vogel gestört wird. Die Neffen simulieren daraufhin eine Erkältung, um ihren Onkel zu ärgern. Er verschließt daraufhin ihre Schnäbel. Nach einem Nieser landet dieser aber an seinem Schwanz. Vor lauter Wut zerstört Donald den Golfschläger. Er fordert einen neuen, doch die Neffen tauschen ihn gegen einen Trickschläger aus, der beim ersten Schlag zu einem Fangnetz wird. Der nächste wird zu einem Regenschirm, der Donald in die Luft trägt. Anschließend droht Donald seinen Neffen Prügel an.
Sie finden einen Grashüpfer und verstecken ihn in einem falschen Golfball. Als Donald einen guten Schlag landet, tauschen sie die Bälle aus. Der Ball hüpft ihm nun davon. Als er auf dem See landet und dort weiterspringt, reichen ihm seine Neffen einen Rettungsreifen und er paddelt dem Ball hinterher. Seien Neffen können jedoch die Leine ziehen und die Luft entweicht dem Reifen. Donald landet im Wasser und taucht nach dem Ball, den er dort sieht. Er schlägt ihn wieder ins Grün und entdeckt schließlich den Grashüpfer. Bei der Jagd verheddert er sich im Reifen und fesselt sich damit selbst. Währenddessen spielen seine Neffen Golf und veralbern ihn mit ihren Trickkünsten. Als er freikommt, wirft er einen der Trickschläger nach ihnen, der sich jedoch in einen Bumerang verwandelt und ihn selbst trifft.

## Hintergrund
Der Zeichentrickfilm erschien am 4. November 1938. Regie führte Jack King. Es war der insgesamt elfte Film mit Donald als Darsteller und der siebte für RKO Pictures. Clarence Nash sprach sowohl Donald als auch seine Neffen und synchronisierte den Cartoon auch in mehreren Sprachen, wobei er die Sätze in anderen Sprachen als Lautschrift erhielt.
Die Neffen erschienen im Film das erste und einzige Mal in rot, orange und gelb. Dies kam jedoch beim Publikum nicht an und so kehrte man beim nächsten Cartoon zurück zu rot, gelb und grün.